# Blind Myself
Blind Myself ist eine ungarische Metal-Band, die 1995 gegründet wurde.

## Geschichte
Blind Myself wurde 1995 gegründet und verbuchte seitdem großen Erfolg in der Metalszene, vor allem in Ungarn. Schon 1996 erschien das erste Demotape Blind Yourself, ein Jahr später folgte das zweite, Horrified by the Sun, welches auch 1998 als EP bei Crossroads Records Hungary erschien und der Band zu Warner Music Hungary / 1G Records verhalf. Ihr Video zu Kaine war genauso gefragt wie das Vorgängervideo zu Horrified by the Sun. Die Anfangserfolge zahlten sich mit Auftritten auf dem Sziget Festival in Budapest und einer Tour durch Ungarn aus.
1999 wurde von Warner Music Hungary das erste Studioalbum Haven't herausgebracht. Blind Myself spielten daraufhin als erste ungarische Metal-Band überhaupt in den USA, unter anderem auch mit Ignite. Im Jahr 2000 beschloss die Band, sich für einige Zeit in New York niederzulassen. Während sie in der Stadt arbeiteten und spielten (mit Bands wie JJ Paradise Players Club, Puddle of Mudd, Keelhole, Kill Your Idols, Ignite), lebten sie in Brooklyn. Das zweite Studioalbum, Product of Our Imagination, wurde in Ungarn aufgenommen und durch 1G Records im Jahr 2000 herausgebracht.
Neben weiteren Clubshows in New York spielten Blind Myself auch im Vorprogramm für Slayer, Sepultura (Wanted Festival) und Kreator (Sziget Festival), bevor sie 2003 entschieden, zurück nach Ungarn zu gehen. Worst-Case Scenario, das dritte Album, was beste Kritiken bekam, erschien 2004 bei Hammer/Edge Records und ermöglichte der Band auch dieses Mal Auftritte auf großen Festivalbühnen (z. B. vor Children of Bodom) und einer Tour durch Südamerika und Europa. Blind Myself erhielten den Hungarian Metal Award als beste Live Band 2005. Auf dem 2006er Sziget Festival teilte sich die Band wieder eine Bühne mit einer Metal-Größe: Sick of It All.
Nachdem das vierte Album Ancient Scream Therapy am 4. Dezember in Ungarn bei Hammer Records erschien, wurde das deutsche Label Tiefdruck-Musik auf Blind Myself aufmerksam. Hier erschien Ende März 2007 das Album auch für den deutschen Markt. Metal Hammer Hungary wählte Ancient Scream Therapy auf Platz 1 der Albumcharts, das Video Go Get a Life! erschien und die Tourneen durch Ost- und West-Europa waren ein voller Erfolg. Im Oktober 2008 erschien das Video zu Lost in Time, auf dem Ignite-Sänger Zoltán Téglás Gastvocals übernahm.

## Diskografie
EPs
- 1998: Horrified by the Sun (Crossroads Records)
- 2008: Lost in Time feat. Zoli Teglas (Tiefdruck-Musik)

Alben
- 1999: Heaven’t (1G Records/Warner Music Hungary)
- 2002: Product of Our Imagination (1G Records/Warner Music Hungary)
- 2004: Worst-Case Scenario (Edge/Hammer Records)
- 2006: Ancient Scream Therapy (Edge/Hammer Records/Tiefdruck-Musik/Universal Music)
- 2009: Budapest, 7 Fok, Eső (Edge)
- 2010: Szumma (Kompilation; Edge)
- 2014: Négyszögöl (Magneoton)
- 2023: Az Idő Dönti El (Supermanagement)